# ATP Challenger Kigali
Das ATP Challenger Kigali (offizieller Name: Rwanda Challenger) ist ein Tennisturnier in Kigali, Ruanda, das seit 2024 ausgetragen wird. Es ist Teil der ATP Challenger Tour und wird im Freien auf Sand ausgetragen.

## Liste der Sieger

### Einzel
| Jahr     | Sieger             | Finalgegner       | Ergebnis |
| -------- | ------------------ | ----------------- | -------- |
| 2025 (2) | Valentin Royer (2) | Guy den Ouden     | 6:2, 6:4 |
| 2025 (1) | Valentin Royer (1) | Andrej Martin     | 6:1, 6:2 |
| 2024 (2) | Marco Trungelliti  | Clément Tabur     | 6:4, 6:2 |
| 2024 (1) | Kamil Majchrzak    | Marco Trungelliti | 6:4, 6:4 |

### Doppel
| Jahr     | Sieger                             | Finalgegner                       | Ergebnis         |
| -------- | ---------------------------------- | --------------------------------- | ---------------- |
| 2025 (2) | Siddhant Banthia Aleksandar Donski | Geoffrey Blancaneaux Zdeněk Kolář | 6:4, 5:7, [10:8] |
| 2025 (1) | Jesper de Jong Max Houkes (2)      | Geoffrey Blancaneaux Zdeněk Kolář | 6:3, 7:5         |
| 2024 (2) | Thomas Fancutt Hunter Reese        | S. D. Prajwal Dev David Pichler   | 6:1, 7:5         |
| 2024 (1) | Max Houkes (1) Clément Tabur       | Pruchya Isaro Christopher Rungkat | 6:3, 7:64        |